# Solomon Kane
Solomon Kane är en brittisk actionfilm från 2009 i regi av Michael J. Bassett. Filmen har fått sin namn efter en fiktiv person inom kiosklitteraturen, Solomon Kane, skapad 1928 av Robert E. Howard.

## Handling
I England vid 1500-talets slut försöker fribytaren Solomon Kane sona för sitt tidigare syndiga liv genom att skydda de oskyldiga från svartkonst och ondska.

## Rollista
| James Purefoy      | – Solomon Kane        |
| Max von Sydow      | – Josiah Kane         |
| Rachel Hurd-Wood   | – Meredith Crowthorn  |
| Mackenzie Crook    | – Father Michael      |
| Pete Postlethwaite | – William Crowthorn   |
| Ian Whyte          | – The Devil's Reaper  |
| Alice Krige        | – Katherine Crowthorn |
| Ben Steel          | – Fletcher            |
| Anthony Wilks      | – Edward Crowthorn    |
| Jason Flemyng      | – Malachi             |
| Samuel Roukin      | – Marcus Kane         |
| Philip Winchester  | – Telford             |
| Rory McCann        | – McNess              |